# Siv Widerberg
Siv Widerberg (Bromma, 1931. június 12. –  Stockholm, 2020. december 24.) svéd író, újságíró. Eredetileg általános iskolai tanítónő volt. Irodalmi sikereit elsősorban gyermekeknek írott könyveinek köszönheti. Köteteiben a gyermekek nézőpontjából ábrázolja a mai életet, a családok problémáit, a gyerekeket érintő legfontosabb kérdéseket. Művei magyarul a Rókavigasztaló és az Ami a szívedet nyomja című, gyermekverseket tartalmazó kötetekben jelentek meg, Tótfalusi István fordításában.

## Művei
- 1960 – Östergötlands läns hemslöjdsförening 1910-1960
- 1966 – Snart sjutton
- 1966 – Gertrud på daghem
- 1967 – Apropå mej
- 1967 – Åkes trafikskola
- 1968 – Allt möjligt
- 1968 – Se upp, moln!
- 1968 – Alldeles vanliga Hjalmar och Hedvig
- 1969 – Agneta och Björn
- 1969 – En syl i vädret
- 1969 – Min bästa vän
- 1970 – Ett enda stort ljug?
- 1971 – Jag heter Siv
- 1972 – Nya byxor och gamla
- 1973 – Sören och Ingrid
- 1973 – Sitt inte på mej
- 1974 – Vi är många
- 1975 – Folkets kraft är stor
- 1976 – Klass 6 D, Sverige, Världen
- 1977 – Klass 6 D, Sverige, Världen som tårtbitar
- 1978 – Klass 7 A
- 1979 – Men om du inte tror mej
- 1979 – Klass 8 A och B
- 1980 – Flyga ur boet
- 1980 – Nian
- 1980 – Daghemmet Rödmyran
- 1981 – Skriv snart!
- 1983 – Hasse
- 1983 – Som sagt var
- 1984 – Hasses andra bok
- 1984 – Den stora systern
- 1985 – Hasse och den rosa pantern
- 1985 – Varma tassar, vassa tänder
- 1986 – Skriv en dikt (Gunna Grähssel)
- 1986 – Flickan som inte ville gå till dagis (Cecilia Torudd illusztrációival)
- 1987 – Det var en gång en mamma och en pappa
- 1987 – En otrolig historia?
- 1988 – Lek med mej!
- 1989 – Jag är jag
- 1989 – Flickan som gick vilse
- 1989 – Barnbarnsramsor
- 1990 – Pojken och hunden
- 1991 – Hej, mej!
- 1991 – När jag var barn
- 1991 – Plötsligt en dag
- 1992 – Sova över (Anna-Clara Tidholmmal)
- 1993 – Andas, finnas, leva livet
- 1994 – Se, så många barn!
- 1996 – Blandade känslor
- 1996 – Bråttombråttom
- 1997 – Nej! Lägg av!
- 1997 – Flickan som inte tyckte om att slåss (Lisa Örtengrennel)
- 1999 – Måste vara modig
- 1999 – Så många tårar
- 2000 – Vända livet
- 2002 – Ge hit mobilen!
- 2003 – stolar, stolar, stolar
- 2003 – kuddar, kuddar, kuddar
- 2004 – snö snö snö
- 2005 – Hinkar, spadar, krattor
- 2005 – Räkna med tvillingarna
- 2006 – Ingen är så söt som du ;-)
- 2008 – Valpar till salu
- 2011 – Den långa sömnen

### Magyarul
- Rókavigasztaló. Gyermekversek a világirodalomból; vál., szerk. T. Aszódi Éva, ill. Würtz Ádám; Móra, Bp., 1973
- Britt. G. Hallqvist–Ingrid Sjöstrand–Siv Widerberg: Ami a szívedet nyomja. Mai svéd gyermekversek; vál., ford. Tótfalusi István, ill. Szecskó Tamás; Móra, Bp., 1975